# LG 인터치 맥스
LG 인터치 맥스(LG InTouch Max, LG GW620)는 LG전자가 2009년 11월에 출시한 스마트폰이다.

## 같이 보기
- 싸이언 안드로 원